# James Buchanan Duke

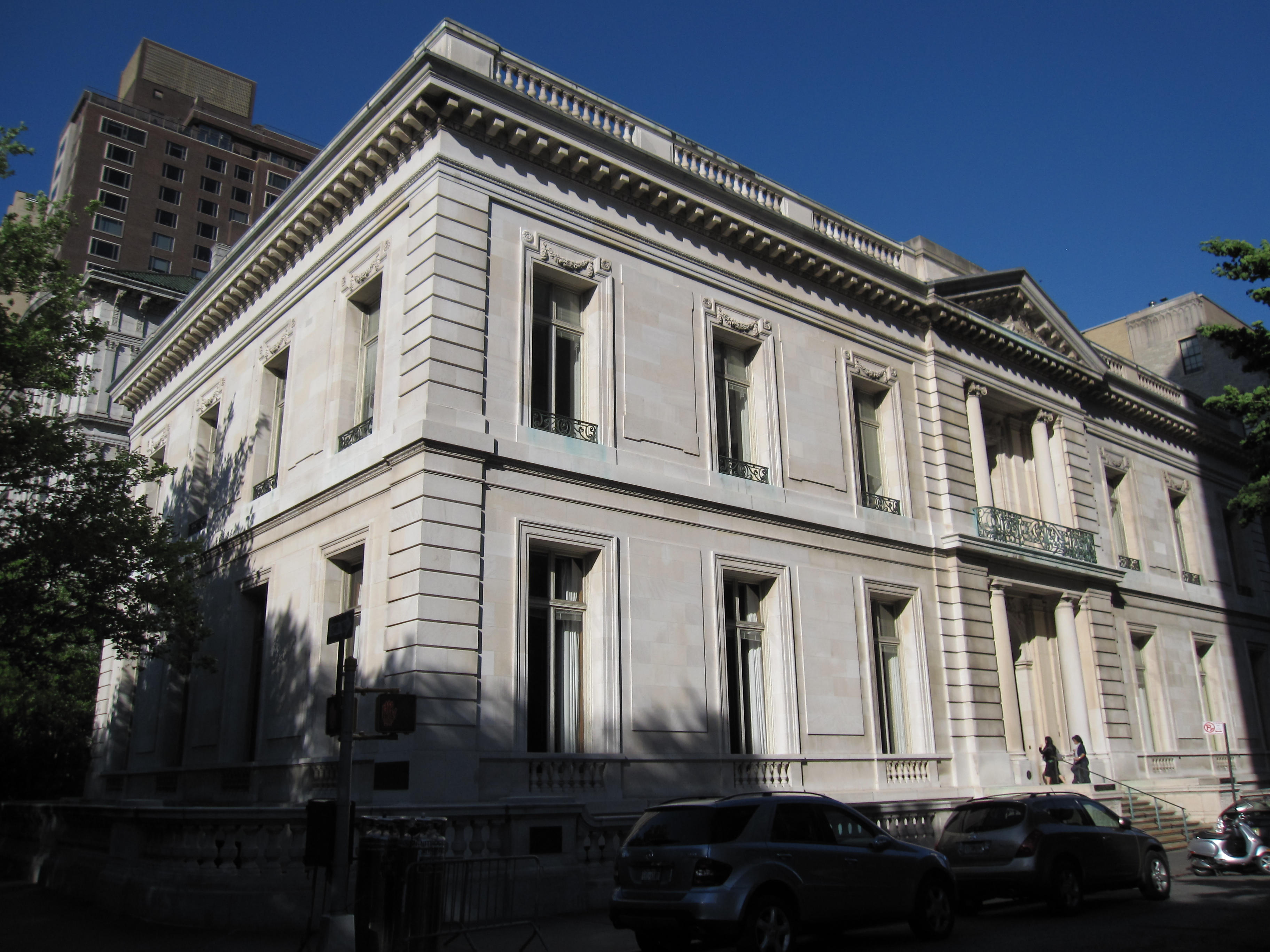
James B. Duke House a la Cinquena Avinguda de Nova York

James Buchanan Duke (23 de desembre de 1856 - 10 d'octubre de 1925) va ser un empresari nord-americà del sector del tabac i de l'energia elèctrica conegut per ser l'introductor de la cigarreta moderna i el creador de la moderna indústria de la manufactura de tabac i per la seva vinculació amb la Universitat Duke.

## Biografia
James Buchanan Duke, conegut amb el sobrenom de Buck, va néixer el 23 de desembre de 1856 a prop de Durham, Carolina del Nord, a un fabricant de tabac, filantrop i benefactor de la Duke University, Washington Duke (1820–1905), i la seva segona esposa., Artelia Roney.

### Carrera empresarial
El pare de Duke, Washington, havia estat propietari d'una empresa de tabac que els seus fills James i Benjamin (1855–1929) van gestionar a la dècada de 1880.
El 1885, James Buchanan Duke va adquirir una llicència per utilitzar la primera màquina automàtica de fabricació de cigarrets (inventada per James Albert Bonsack), i el 1890, Duke va subministrar el 40 per cent del mercat de cigarrets americà (llavors conegut com a tabac prelaminat). En aquell any, Duke va consolidar el control dels seus quatre principals competidors sota una entitat corporativa, l’American Tobacco Company, que era un monopoli, ja que controlava més del 90 % del mercat nord-americà de cigarrets. Les seves tàctiques empresarials agressives per reduir els preus pagats als agricultors de tabac van portar directament a les guerres del tabac de Black Patch el 1906-1908.

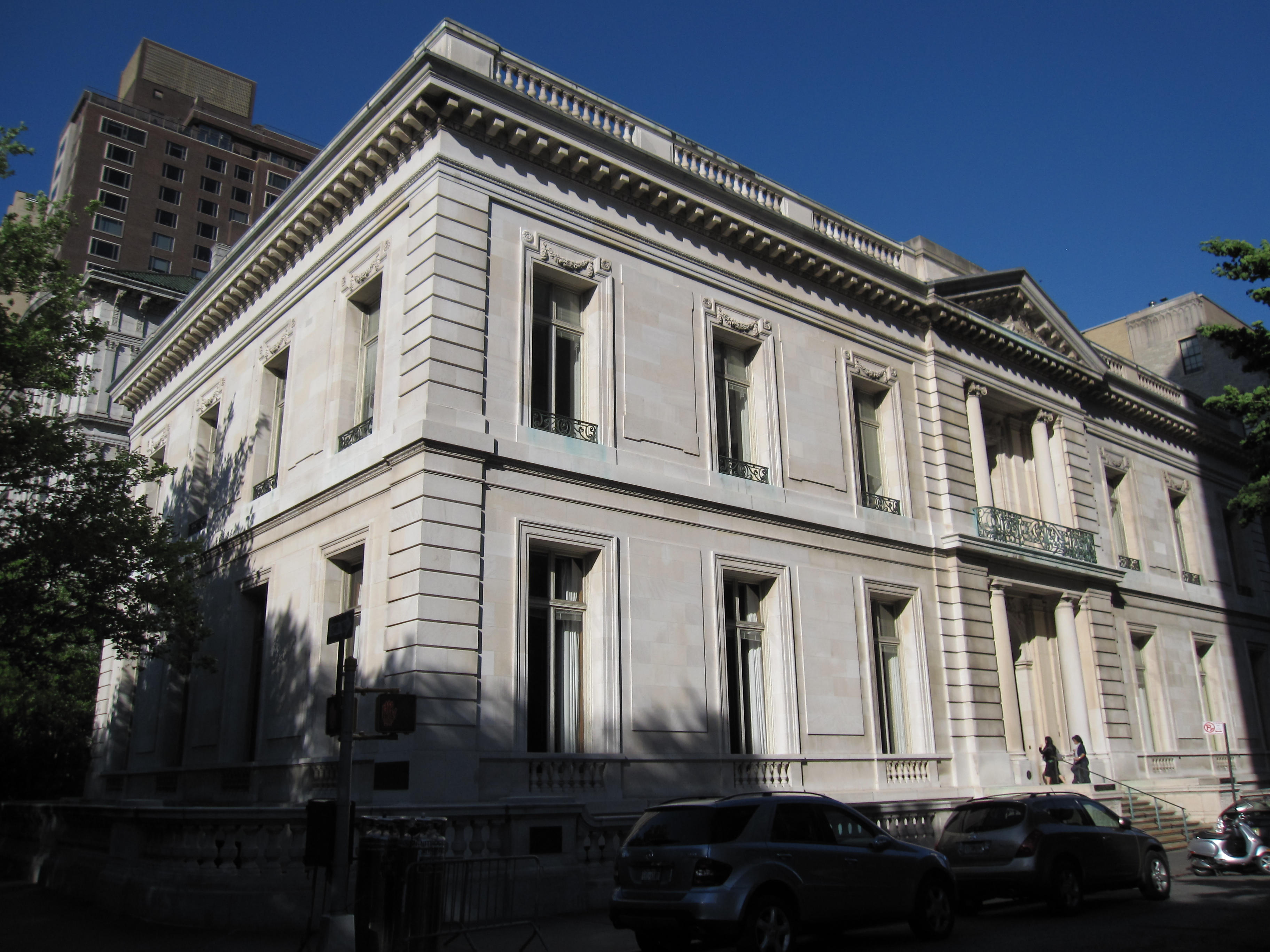
James B. Duke House a la Cinquena Avinguda, Nova York, tal com es va veure el 2010

A principis de la dècada del 1900, Duke va intentar conquerir el mercat britànic com havia fet amb l'americà, obligant finalment els fabricants britànics dividits en aquell moment a fusionar-se amb la Imperial Tobacco Company of Great Britain and Ireland, Ltd (Imperial Tobacco). Després de dos anys d'intensa competència a Gran Bretanya, Imperial Tobacco va portar la lluita al mercat dels EUA, obligant a American Tobacco a buscar un acord. Això va donar lloc a un acord pel qual American Tobacco controlava el comerç nord-americà, Imperial Tobacco controlava el comerç als territoris britànics, i una tercera empresa cooperativa anomenada British-American Tobacco Company es va crear entre ambdues per controlar la venda de tabac a la resta del món.
Durant aquest temps, Duke va ser demandat repetidament per a socis comercials i accionistes. L'any 1906, l'American Tobacco Company va ser declarada culpable de violacions antimonopoli, i es va ordenar que es dividissin en quatre companyies separades: American Tobacco Company, Liggett& Myers, RJ Reynolds i P. Lorillard Company. El 1911, el Tribunal Suprem dels Estats Units va confirmar una ordre que trencava el monopoli de l'American Tobacco Company. L'empresa es va dividir llavors en diverses empreses més petites, de les quals només la British-American Tobacco Company va romandre sota el control de Duke.
El 1892, els Duke van obrir la seva primera empresa tèxtil a Durham, Carolina del Nord, dirigida pel seu germà Benjamin. Al tombant de segle, Buck va organitzar l'American Development Company per adquirir drets de terra i aigua al riu Catawba. L'any 1904 va establir la Catawba Power Company i l'any següent ell i el seu germà van fundar la Southern Power Company, que va passar a ser coneguda com Duke Power, el precursor del conglomerat Duke Energy. L'empresa subministrava energia elèctrica a la fàbrica tèxtil de Duke i, en dues dècades, les seves instal·lacions energètiques s'havien ampliat i estaven subministrant electricitat a més de 300 fàbriques de cotó i altres empreses industrials. Duke Power va establir una xarxa elèctrica que subministrava ciutats i pobles de la regió del Piemont de Carolina del Nord i del Sud. Lake James, un embassament de generació d'energia a l'oest de Carolina del Nord, va ser creat per la companyia el 1928 i nomenat en honor de Duke. Buck Steam Station al comtat de Rowan, Carolina del Nord, construïda el 1926, també va rebre el nom de Duke.
El 1911, el Tribunal Suprem dels Estats Units, en aplicació de la Llei Sherman, va obligar a descompondre el trust creat per Duke en quatre empreses.

### Mecanització de la producció de cigarrets
A principis de la dècada de 1880, es van desenvolupar diverses màquines per a la producció de cigarrets, però no van tenir èxit en el mercat. A partir de 1882, James Duke va treballar amb un jove mecànic, James A. Bonsack, que estava convençut que podia automatitzar la producció de cigarrets i havia patentat una màquina per a fer-ho en 1881.

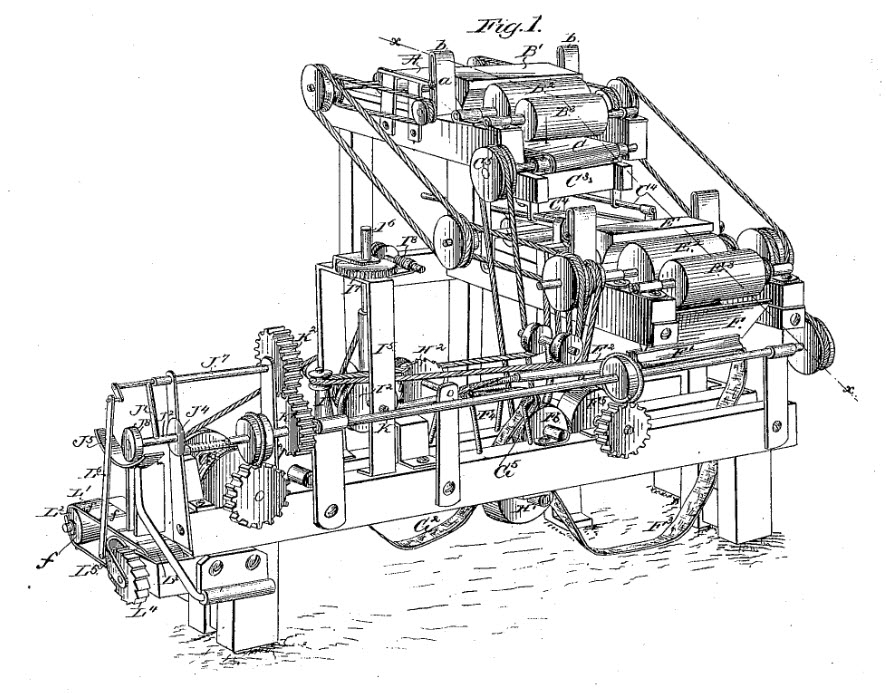
1881 màquina patentada per James A. Bonsack per a embolicar cigarrets

El 1883, la màquina de Bonsack estava disponible per al seu lloguer en el mercat. Mentre que altres fabricants, com la rival Richmond o l'Allen & Ginter Company, es van negar a utilitzar la màquina, J. B. Duke va encarregar dos de les màquines de Bonsack, en haver-se aficionat a la fabricació mecànica de cigarrets. Es van instal·lar el 1884. L'enginyer William T. O'Brian va fer una modificació més a les màquines i finalment els dispositius van estar a punt per al seu ús. Com James Duke li va proporcionar a Bonsack la seva primera comanda permanent dins de la indústria tabaquera estatunidenca, va poder aprofitar aquesta oportunitat per a negociar una reducció dels drets d'autor i els drets exclusius de la pròpia màquina. El control de les màquines de Bonsack i l'augment de la productivitat no sols van permetre a l'empresa convertir-se en líder del sector dels cigarrets, sinó també reduir els costos de producció. Es van reduir en més d'un 50 % i van continuar reduint-se a mesura que les màquines evolucionaven. James B. Duke es va traslladar llavors a Nova York i va establir una altra fàbrica, que va tenir tant d'èxit que en cinc anys subministrava la meitat de la producció de cigarrets del país.

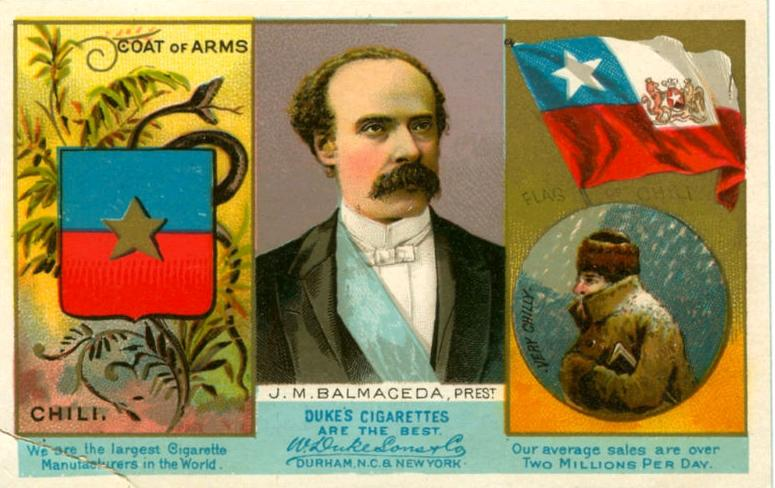
Foto de cigarretes de l'expresident xilè José Manuel Balmaceda, ca 1890

Això va permetre a la W. Duke, Sons and Company va solucionar els problemes de proveïment que havien sorgit des de 1885 a causa dels habituals colls d'ampolla en la producció. Amb les màquines, la producció va augmentar de 9 milions d'unitats en 1885 a 60 milions d'unitats en 1887. No obstant això, van sorgir nous problemes en els primers anys. Una de les dificultats de la producció mecànica era la ràpida dessecació dels nous cigarrets, que es va evitar posteriorment afegint additius químics. No obstant això, el major repte era trobar compradors per als nous cigarrets perfectament embolicats, ja que les màquines de Bonsack produïen 120.000 cigarrets al dia, aproximadament una cinquena part de tots els cigarrets que es consumeixen als Estats Units. Per això, J. B. Duke es va concentrar en gran manera en la comercialització i la publicitat del seu revolucionari producte. Va patrocinar carreres de cavalls, va regalar cigarrets, va utilitzar a actrius famoses com a anunciants i va posar anuncis en diverses revistes. James va practicar la recerca de mercat examinant els paquets de cigarrets rebutjats al carrer a una edat primerenca. Això va revelar que els detallistes de tabac de Nova York rebutjaven els cigarrets fabricats a màquina per considerar que no serien ben rebuts pels clients. El jove empresari va llançar llavors una campanya de màrqueting amb tanques publicitàries i anuncis en els periòdics per a promocionar els seus cigarrets.
La irrupció del públic es va produir finalment amb petites imatges d'actrius famoses, atletes o banderes nacionals que es van incloure en els paquets de cigarrets. La primera imatge de cigarrets presentava a un cantant popular de l'època. El desig dels clients de posseir jocs complets de les imatges dels cigarrets els va convertir en un important mig publicitari. Després, en 1886, Duke va presentar el seu propi envàs per als seus cigarrets. James Buchanan Duke va haver de fer una publicitat agressiva i establir una proximitat amb els consumidors si volia tenir èxit. Només en 1889, va gastar 800.000 dòlars americans en màrqueting (amb un valor d'uns 25 milions de dòlars avui dia). Aquest mateix any, el W. Duke, Sons and Company es va convertir en la major empresa de cigarrets del món. Buck va estructurar la seva empresa en funció del consum i la producció en massa, i en això va radicar també el seu especial talent. Avui dia continua sent conegut per l'agressiu màrqueting dels seus productes.

## Vida personal
Duke es va casar dues vegades, primer el 1904 amb Lillian Fletcher McCredy (també coneguda com a Lillian Nanette Duke). Es van divorciar el 1906 i no van tenir fills. El 1907 es va casar amb la vídua Nanaline Holt Inman, amb qui va tenir el seu únic fill, una filla, Doris, nascuda el 22 de novembre de 1912. Doris es va criar a Duke Farms a Hillsborough, Nova Jersey, on el seu pare havia treballat amb paisatgistes com James Leal Greenleaf (membre de la firma de Frederick Law Olmsted) i Horatio Buckenham per transformar més de 8 km² de terres de conreu i boscos en un paisatge extraordinari que conté dos conservatoris, nou llacs, 35 fonts, 45 edificis, innombrables peces d'escultura, més de 3 km de murs de pedra i més de 29 km de calçada.
Duke va morir a la ciutat de Nova York el 10 d'octubre de 1925 i està enterrat amb el seu pare i el seu germà a la Capella Memorial al campus de la Universitat Duke. Va residir a casa seva, Lynnwood, a Charlotte, Carolina del Nord, durant els últims cinc anys de la seva vida. Va ser inclòs al Registre Nacional de Llocs Històrics el 1978.

### Filantropia

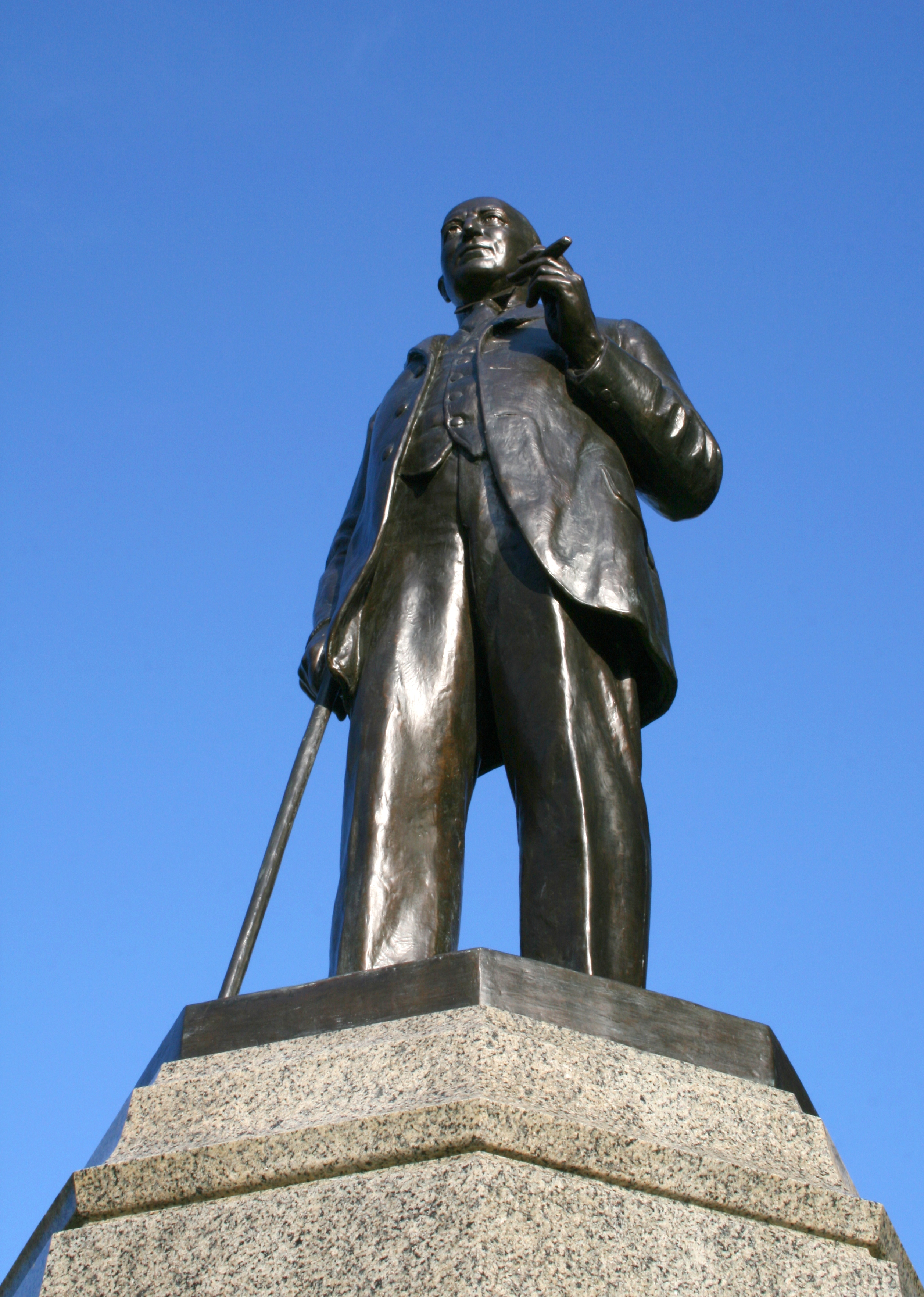
Estàtua de James B. Duke davant del West Campus Quad, fotografiada el juliol de 2008

El desembre de 1924, Duke va establir The Duke Endowment, un fons fiduciari de 40 milions de dòlars (equivalent a 683 dòlars el 2022), alguns dels quals havien d'anar al Trinity College. La universitat va ser rebatejada com a Duke University en honor al seu pare. La James B. Duke Library, la principal biblioteca del campus de la Universitat de Furman, també rep el seu nom a causa de la seva relació filantròpica amb la universitat.
A la seva mort, va deixar aproximadament la meitat del seu enorme patrimoni al Duke Endowment, afegint-hi 67 milions de dòlars més (equivalent a 1,12 dòlars del 2022) al fons fiduciari. En el contracte de confiança, Duke va especificar que volia que la dotació recollís la Duke University, Davidson College, Furman University, Johnson C. Smith University; hospitals sense ànim de lucre i llars d'infants a les dues Carolinas; i esglésies metodistes unides rurals de Carolina del Nord, pastors jubilats i les seves famílies supervivents.
Gran part de la resta dels aproximadament 100 milions de dòlars de Duke (equivalent a 1,67 dòlars del 2022) van anar a la seva filla Doris Duke, que es va convertir en "la noia més rica del món". El 1927, Doris va demandar a la seva mare pel control de la casa familiar a Manhattan i va guanyar. Doris també va demandar amb èxit pel control de la finca de Duke Farms. Associant Duke Farms amb bons records del seu pare, Doris Duke va fer pocs canvis importants a la propietat, a part de l'adaptació del Conservatori del seu pare per crear Display Gardens en el seu honor. Aquests jardins van mostrar l'extensa col·lecció d'escultures del seu pare i van estar oberts al públic des de 1964 fins que els van tancar els patrons de la seva fundació el maig de 2008.